# Tanacetum baltistanicum
Tanacetum baltistanicum — вид рослин з родини айстрових (Asteraceae), ендемік Пакистану.

## Опис
Багаторічний напівкущик заввишки 15–25(30) см з волосистими стеблами. Листки голі, завдовжки 1–2 см, включаючи ніжку, перисті, часто 5-лопатеві, верхівка трійчаста, верхні листки часто лінійні та цілісні. Квіткові голови поодинокі, 4–6 мм в поперечнику, на коротких квітконосах. Приквітки з блідо-коричневими вузькими краями. Язичкові квітки завдовжки 9–10(12) мм; дискові квітки завдовжки 2.5–3 мм. Плоди 5–6-ребристі, завдовжки 1.5–2(2.5) мм. Період цвітіння: серпень — вересень.

## Середовище проживання
Ендемік Балтистану, Кашмір, Пакистан. Населяє сухі піщані або скелясті місця; на висотах 3000–4000 м.